# Puchar Króla (2024/2025)
Puchar Króla (2024/2025) – 121. edycja Pucharu Króla. Rozgrywki rozpoczęły się 9 października 2024 i zakończyły się finałem rozgrywanym na Estadio La Cartuja w Sewilli 26 kwietnia 2025. W finale FC Barcelona pokonała Real Madryt 3:2 po dogrywce (w meczu padł remis 2:2).

## Zakwalifikowane drużyny
4 uczestnicy Superpucharu Hiszpanii 2024/25:
| - Athletic Bilbao - FC Barcelona - RCD Mallorca - Real Madryt |

16 drużyn z Primera División (2023/2024):
| - UD Almería - Atlético Madryt - Cádiz CF - Celta Vigo - Deportivo Alavés - Getafe CF - Girona FC - Granada CF | - UD Las Palmas - CA Osasuna - Rayo Vallecano - Real Betis - Real Sociedad - Sevilla FC - Valencia CF - Villarreal CF |

21 drużyn z Segunda División (2023/2024):
| - Albacete Balompié - AD Alcorcón - SD Amorebieta - FC Andorra - Burgos CF - FC Cartagena - SD Eibar - Elche CF - CD Eldense - RCD Espanyol - SD Huesca | - CD Leganés - Levante UD - CD Mirandés - Real Oviedo - Racing de Ferrol - Racing Santander - Real Saragossa - Real Valladolid - Sporting Gijón - CD Tenerife |

10 drużyn z Primera Federación (2023/2024).
Zespoły z pięciu najlepszych miejsc z dwóch grup (oprócz drużyn rezerw):
| - CD Castellón - AD Ceuta FC - Córdoba CF - Cultural Leonesa - Deportivo La Coruña | - Gimnàstic Tarragona - UD Ibiza - Málaga CF - SD Ponferradina - Unionistas CF |

25 drużyn z Segunda Federación (2023/2024).
Zespoły z pięciu najlepszych miejsc z pięciu grup (oprócz drużyn rezerw):
| - Águilas FC - CD Atlético Paso - CF Badalona Futur - Barakaldo CF - UD Barbastro - CP Cacereño - CD Estepona FS - CE Europa - Gimnástica Segoviana CF - CD Guijuelo - Hércules CF - UP Langreo - Lleida CF | - UD Logroñés - Marbella FC - CD Numancia - Orihuela CF - Ourense CF - Pontevedra CF - SS Reyes - UE Sant Andreu - CD Tudelano - Utebo FC - Yeclano Deportivo - Zamora CF |

25 drużyny z Tercera Federación (2023/2024).
Zwycięzcy każdej z osiemnastu grup (oprócz drużyn rezerw) plus siedem najlepszych drużyn z drugich miejsc:
| - CD Alfaro - SD Beasain - Bergantiños FC - CD Ciudad de Lucena - UB Conquense - CD Coria - CD Cortes - CD Cuarte - CD Don Benito - SD Ejea - UM Escobedo - CD Ibiza Islas Pitiusas - FC Jove Español | - Juventud de Torremolinos CF - CE L’Hospitalet - UD Lanzarote - CD Laredo - UD Llanera - CD Minera - CD Móstoles URJC - UE Olot - Real Ávila CF - Real Jaén - Salamanca CF UDS - Xerez CD |

4 półfinaliści Copa Federación w sezonie 2023/24:
| - SD Compostela - CD Extremadura 1924 | - Las Rozas CF - UD Poblense |

20 najlepszych drużyn niezakwalifikowanych do piątego poziomu ligowego w sezonie 2023/24:
| - Astur CF - CD Aurrerá de Vitoria - CD Baztán - CD Ceuta 6 de Junio - Chiclana CF - EF Dolorense - CD Gévora - Manises CF - Melilla CD - Ontiñena CF | - UD Playas de Sotavento - CP Parla Escuela - CD Promesas EDF - UD San Pedro - San Tirso SD - Selaya FC - CD Sonseca - CF Sporting de Mahón - UE Vic - CD Villamuriel |

## Harmonogram i format rozgrywek
W sierpniu 2024 roku RFEF potwierdził kalendarz Pucharu Króla w sezonie 2024/2025 i potwierdził, że zostanie rozegranym w tym samym formacie co w zeszłym sezonie.
| Runda          | Data losowania       | Terminy meczów          | Ilość meczów | Liczba zespołów | Drużyny wchodzące do gry |
| -------------- | -------------------- | ----------------------- | ------------ | --------------- | --- |
| Runda wstępna  | 16 września 2024     | 9 października 2024     | 10           | 120 → 110       | Nowi uczestnicy: Kluby zakwalifikowane do piątego poziomu rozgrywek 2023–24 Rozstawienie przeciwników: Zespoły rozstawione zgodnie z kryteriami bliskości. Rozstawianie drużyn lokalnych: Losowanie. Typ turnieju pucharowego: pojedynczy mecz. |
| Pierwsza runda | 10 października 2024 | 29–31 października 2024 | 55           | 110 → 55        | Nowi uczestnicy: Wszystkie zakwalifikowane drużyny z wyjątkiem czterech uczestników Superpucharu Hiszpanii. Rozstawianie przeciwników: Drużyny z La Liga zmierzyły się z drużynami z najniższych dywizji. Cztery pozostałe drużyny zmierzą się z drużynami z Segunda División B. Rozstawianie drużyn lokalnych: Mecz rozgrywany u siebie w drużynie z niższej ligi. Typ turnieju pucharowego: pojedynczy mecz. |
| Druga runda    | 27 listopada 2024    | 3–5 grudnia 2024        | 28           | 56 → 28         | Rozstawianie przeciwników: Drużyny z najniższych dywizji zmierzą się z drużynami La Liga. Rozstawianie drużyn lokalnych: mecz rozgrywany u siebie w drużynie z niższej ligi. Typ turnieju pucharowego: pojedynczy mecz. |
| 1/16 finału    | 9 grudnia 2024       | 3–7 stycznia 2025       | 16           | 32 → 16         | Nowi uczestnicy: Do gry wchodzą czterej uczestnicy Superpucharu Hiszpanii. Rozstawianie przeciwników: Drużyny z najniższych dywizji zmierzą się z drużynami La Liga Rozstawianie drużyn lokalnych: Mecz rozgrywany u siebie w drużynie z niższej ligi. Typ turnieju pucharowego: pojedynczy mecz. |
| 1/8 finału     | 8 stycznia 2025      | 14–16 stycznia 2025     | 8            | 16 → 8          | Rozstawianie przeciwników: Drużyny z najniższych dywizji zmierzą się z drużynami La Liga Rozstawianie drużyn lokalnych: mecz rozgrywany u siebie w drużynie z niższej ligi. Typ turnieju pucharowego: pojedynczy mecz. |
| 1/4 finału     | 20 stycznia 2025     | 4–6 lutego 2025         | 4            | 8 → 4           | Rozstawianie przeciwników: Losowanie Rozstawianie drużyn lokalnych: mecz rozgrywany u siebie w drużynie z niższej ligi. Typ turnieju pucharowego: pojedynczy mecz. |
| 1/2 finału     | 12 lutego 2025       | 25–26 lutego 2025       | 4            | 4 → 2           | Rozstawianie przeciwników: Losowanie. Rozstawianie drużyn lokalnych: mecz rozgrywany u siebie w drużynie z niższej ligi. Typ turnieju pucharowego: dwumecz. |
| 1/2 finału     | 12 lutego 2025       | 1–2 kwietnia 2025       | 4            | 4 → 2           | Rozstawianie przeciwników: Losowanie. Rozstawianie drużyn lokalnych: mecz rozgrywany u siebie w drużynie z niższej ligi. Typ turnieju pucharowego: dwumecz. |
| Finał          | 12 lutego 2025       | 26 kwietnia 2025        | 1            | 2 → 1           | Pojedynczy mecz rozgrywany na Estadio La Cartuja w Sewilli. Zwycięzca awansuje do Ligi Europy 2025/26 Finaliści awansują do Superpucharu Hiszpanii 2025/26. |

## Runda wstępna
Drużyny rozlosowano według kryterium geograficznego, aby zespoły gości miały możliwie najmniejszą odległość do przebycia na mecz. Losowanie odbyło się 16 września 2024. Spotkania odbyły się 9 października 2024 (rozegrano po jednym meczu w parze).
| Drużyna 1      | Wynik          | Drużyna 2              |
| -------------- | -------------- | ---------------------- |
| San Tirso SD   | 1:1 (k. 5:3)   | Selaya FC              |
| CD Sonseca     | 0:1 (po dogr.) | CP Parla Escuela       |
| Astur CF       | 2:0            | CD Promesas EDF        |
| CD Baztán      | 1:1 (k. 2:4)   | Ontiñena CF            |
| UD San Pedro   | 4:2            | CD Ceuta 6 de Junio    |
| CD Villamuriel | 1:0            | CD Aurrerá de Vitoria  |
| EF Dolorense   | 1:3            | Manises CF             |
| UE Vic         | 4:0            | CF Sporting de Mahón   |
| CD Gévora      | 1:1 (k. 4:2)   | UD Playas de Sotavento |
| Chiclana CF    | 4:0            | Melilla CD             |

## Pierwsza runda
Wzięły w niej udział zwycięzcy rundy wstępnej a także wszystkie pozostałe drużyny z wyjątkiem półfinalistów Superpucharu Hiszpanii. Zespoły rozlosowano w taki sposób, by drużyny z Primera División zmierzyły się z ekipami z niższych lig. Losowanie odbyło się 10 października 2024. Spotkania odbyły się pomiędzy 29 a 31 października 2024 (rozegrano po jednym meczu w parze). Pojedyncze mecze zostały rozegrane, z różnych przyczyn, w innych terminach.
| Drużyna 1                   | Wynik          | Drużyna 2               |
| --------------------------- | -------------- | ----------------------- |
| 29 października 2024        |                |                         |
| CD Villamuriel              | 0:5            | Rayo Vallecano          |
| SD Compostela               | 0:1            | Deportivo Alavés        |
| UD Lanzarote                | 3:4            | Racing Santander        |
| CD Guijuelo                 | 1:2            | Ourense CF              |
| Astur CF                    | 1:4            | Real Valladolid         |
| UD Poblense                 | 1:6            | Villarreal CF           |
| Real Jaén                   | 0:3            | Cádiz CF                |
| CE L’Hospitalet             | 1:5            | Real Saragossa          |
| 30 października 2024        |                |                         |
| CE Europa                   | 2:1            | Albacete Balompié       |
| Las Rozas CF                | 0:3            | Sevilla FC              |
| CD Ciudad de Lucena         | 1:2            | CD Leganés              |
| UE Olot                     | 1:1 (k. 4:3)   | Córdoba CF              |
| CD Ibiza Islas Pitiusas     | 1:2            | Gimnàstic Tarragona     |
| SD Beasain                  | 0:1            | FC Cartagena            |
| CD Móstoles URJC            | 2:5            | Burgos CF               |
| Bergantiños FC              | 1:2            | Marbella FC             |
| UP Langreo                  | 1:2 (po dogr.) | Orihuela CF             |
| CD Cortes                   | 0:2            | Granada CF              |
| UE Sant Andreu              | 2:1            | CD Mirandés             |
| CF Badalona Futur           | 0:2            | SD Huesca               |
| UD Logroñés                 | 1:0 (po dogr.) | SD Eibar                |
| CD Numancia                 | 0:1            | Sporting Gijón          |
| Utebo FC                    | 0:4            | Unionistas CF           |
| CD Laredo                   | 0:6            | Yeclano Deportivo       |
| Juventud de Torremolinos CF | 1:2            | Zamora CF               |
| UM Escobedo                 | 0:0 (k. 4:5)   | SD Ponferradina         |
| Lleida CF                   | 1:3            | Barakaldo CF            |
| Salamanca CF UDS            | 1:0            | AD Alcorcón             |
| CD Atlético Paso            | 0:1            | CD Eldense              |
| CD Coria                    | 0:3            | Elche CF                |
| CP Cacereño                 | 2:1 (po dogr.) | Gimnástica Segoviana CF |
| UB Conquense                | 1:0            | UD Ibiza                |
| UD San Pedro                | 1:5            | Celta Vigo              |
| CD Extremadura 1924         | 0:4            | Girona FC               |
| SS Reyes                    | 1:2            | UD Almería              |
| Águilas FC                  | 0:1            | CD Castellón            |
| 31 października 2024        |                |                         |
| UE Vic                      | 0:2            | Atlético Madryt         |
| San Tirso SD                | 0:4            | RCD Espanyol            |
| UD Barbastro                | 4:0            | SD Amorebieta           |
| Real Ávila CF               | 0:0 (k. 3:0)   | Real Oviedo             |
| CD Tudelano                 | 0:5            | CD Minera               |
| CD Don Benito               | 1:2            | FC Andorra              |
| CD Gévora                   | 1:6            | Real Betis              |
| Ontiñena CF                 | 0:7            | UD Las Palmas           |
| CD Cuarte                   | 1:3            | Racing de Ferrol        |
| CD Estepona FS              | 3:2 (po dogr.) | Málaga CF               |
| CD Alfaro                   | 0:2 (po dogr.) | CD Tenerife             |
| UD Llanera                  | 0:2 (po dogr.) | Cultural Leonesa        |
| 5 listopada 2024            |                |                         |
| Chiclana CF                 | 0:5            | CA Osasuna              |
| 6 listopada 2024            |                |                         |
| Xerez CD                    | 0:1            | AD Ceuta FC             |
| 14 listopada 2024           |                |                         |
| SD Ejea                     | 1:0            | Hércules CF             |
| 19 listopada 2024           |                |                         |
| Pontevedra CF               | 4:1            | Levante UD              |
| 21 listopada 2024           |                |                         |
| FC Jove Español             | 0:5            | Real Sociedad           |
| 26 listopada 2024           |                |                         |
| CP Parla Escuela            | 0:1            | Valencia CF             |
| Manises CF                  | 0:3            | Getafe CF               |

## Druga runda
Zespoły rozlosowano w taki sposób, by drużyny z Primera División zmierzyły się z ekipami z niższych dywizji. Losowanie odbyło się 27 listopada 2024. Spotkania odbyły się pomiędzy 3 a 5 grudnia 2024 (rozegrano po jednym meczu w parze).
| Drużyna 1           | Wynik          | Drużyna 2           |
| ------------------- | -------------- | ------------------- |
| 3 grudnia 2024      |                |                     |
| Real Ávila CF       | 2:4 (po dogr.) | Real Valladolid     |
| Yeclano Deportivo   | 0:1            | Elche CF            |
| UD Barbastro        | 2:0            | RCD Espanyol        |
| Salamanca CF UDS    | 0:7            | Celta Vigo          |
| Real Saragossa      | 2:2 (k. 4:5)   | Granada CF          |
| CE Europa           | 1:2            | UD Las Palmas       |
| 4 grudnia 2024      |                |                     |
| UE Sant Andreu      | 1:3            | Real Betis          |
| Unionistas CF       | 2:3            | Rayo Vallecano      |
| Gimnàstic Tarragona | 0:1            | SD Huesca           |
| Ourense CF          | 1:0            | Deportivo La Coruña |
| Cultural Leonesa    | 1:2            | UD Almería          |
| Cádiz CF            | 0:1            | CD Eldense          |
| Racing Santander    | 1:0            | Sporting Gijón      |
| Zamora CF           | 0:0 (k. 1:3)   | CD Tenerife         |
| UD Logroñés         | 0:0 (k. 4:3)   | Girona FC           |
| Pontevedra CF       | 1:0            | Villarreal CF       |
| CD Estepona FS      | 2:2 (k. 4:5)   | CD Leganés          |
| SD Ejea             | 1:3            | Valencia CF         |
| 5 grudnia 2024      |                |                     |
| CP Cacereño         | 1:3            | Atlético Madryt     |
| AD Ceuta FC         | 2:3            | CA Osasuna          |
| Orihuela CF         | 0:0 (k. 0:3)   | Getafe CF           |
| Barakaldo CF        | 1:2            | Racing de Ferrol    |
| FC Andorra          | 0:1            | FC Cartagena        |
| Marbella FC         | 1:0            | Burgos CF           |
| SD Ponferradina     | 1:1 (k. 4:3)   | CD Castellón        |
| UE Olot             | 1:3            | Sevilla FC          |
| UB Conquense        | 0:1 (po dogr.) | Real Sociedad       |
| CD Minera           | 2:2 (k. 4:2)   | Deportivo Alavés    |

## 1/16 finału
Cztery drużyny uczestniczące w półfinałach Superpucharu Hiszpanii 2024/25 zostały najpierw wylosowane z drużynami z najniższej kategorii. Po nich wszystkie pozostałe drużyny z najniższych kategorii zmierzyły się z resztą drużyn La Liga. Losowanie odbyło się 9 grudnia 2024. Spotkania odbyły się pomiędzy 3 a 7 stycznia 2025 (rozegrano po jednym meczu w parze).
| Drużyna 1        | Wynik          | Drużyna 2       |
| ---------------- | -------------- | --------------- |
| 3 stycznia 2025  |                |                 |
| Racing de Ferrol | 1:3            | Rayo Vallecano  |
| Granada CF       | 0:1 (po dogr.) | Getafe CF       |
| Pontevedra CF    | 3:0            | RCD Mallorca    |
| 4 stycznia 2025  |                |                 |
| SD Huesca        | 0:1            | Real Betis      |
| CD Tenerife      | 1:2            | CA Osasuna      |
| UD Almería       | 4:1            | Sevilla FC      |
| UD Barbastro     | 0:4            | FC Barcelona    |
| Marbella FC      | 0:1            | Atlético Madryt |
| UD Logroñés      | 0:0 (k. 3:4)   | Athletic Bilbao |
| 5 stycznia 2025  |                |                 |
| Ourense CF       | 3:2            | Real Valladolid |
| Elche CF         | 4:0            | UD Las Palmas   |
| FC Cartagena     | 1:2            | CD Leganés      |
| SD Ponferradina  | 0:2            | Real Sociedad   |
| Racing Santander | 2:3            | Celta Vigo      |
| 6 stycznia 2025  |                |                 |
| CD Minera        | 0:5            | Real Madryt     |
| 7 stycznia 2025  |                |                 |
| CD Eldense       | 0:2            | Valencia CF     |

### Mecze
| 3 stycznia 2025 | Racing de Ferrol | 1:3   | Rayo Vallecano                 |                                                                               |
| 19:00 CET       | Giménez 90+1'    | (0:2) | 8' Espino · 32', 59' De Frutos | Estadio Municipal da Malata, Ferrol Widzów: 6 521 Sędzia: Adrián Cordero Vega |

| 3 stycznia 2025 | Granada CF | 0:1 (pd.)       | Getafe CF   |                                                                                  |
| 19:00 CET       |            | (0:0, 0:1, 0:1) | 93' Mayoral | Estadio Nuevo Los Cármenes, Grenada Widzów: 16 616 Sędzia: José Sánchez Martínez |

| 3 stycznia 2025 | Pontevedra CF                         | 3:0   | RCD Mallorca |                                                                                               |
| 19:00 CET       | Dalisson 21' · Pino 49' · Sánchez 72' | (1:0) |              | Estadio Municipal de Pasarón, Pontevedra Widzów: 10 292 Sędzia: Alejandro Hernández Hernández |

| 4 stycznia 2025 | SD Huesca | 0:1   | Real Betis |                                                                     |
| 15:30 CET       |           | (0:1) | 38' Isco   | Estadio El Alcoraz, Huesca Widzów: 7 968 Sędzia: Miguel Ortiz Arias |

| 4 stycznia 2025 | CD Tenerife | 1:2   | CA Osasuna                    |                                                                            |
| 15:30 CET       | León 45'    | (1:2) | 7' Herrando · 25' (sam.) León | Estadio de Tenerife, Teneryfa Widzów: 16 602 Sędzia: Juan Martínez Munuera |

| 4 stycznia 2025 | UD Almería                                    | 4:1   | Sevilla FC |                                                                           |
| 17:30 CET       | Milovanović 49' · Suárez 54', 78', 90+6' (k.) | (0:1) | 5' Romero  | Power Horse Stadium, Almería Widzów: 15 067 Sędzia: Mateo Busquets Ferrer |

| 4 stycznia 2025 | UD Barbastro | 0:4   | FC Barcelona                                  |                                                                                      |
| 19:00 CET       |              | (0:2) | 21' García · 31', 47' Lewandowski · 56' Torre | Municipal de Deportes, Barbastro Widzów: 5 500 Sędzia: Isidro Díaz de Mera Escuderos |

| 4 stycznia 2025 | Marbella FC | 0:1   | Atlético Madryt |                                                                         |
| 21:30 CET       |             | (0:1) | 16' Griezmann   | Estadio La Rosaleda, Malaga Widzów: 30 044 Sędzia: Alejandro Muñiz Ruiz |

| 4 stycznia 2025 | UD Logroñés                                     | 0:0 (pd.)               | Athletic Bilbao                                        |                                                                       |
| 21:30 CET       |                                                 | (0:0, 0:0, 0:0, k. 3:4) |                                                        | Estadio Las Gaunas, Logroño Widzów: 15 577 Sędzia: Mario Melero López |
| 21:30 CET       | · Monreal · Gualda · Sarriegi · Agüero · Moreno | Rzuty karne             | · Vivian · Berchiche · N. Williams · Berenguer · Gómez | Estadio Las Gaunas, Logroño Widzów: 15 577 Sędzia: Mario Melero López |

| 5 stycznia 2025 | Ourense CF                            | 3:2   | Real Valladolid        |                                                                          |
| 12:00 CET       | Noriega 17' · Ramos 32' · Sánchez 52' | (2:2) | 15' Moro · 24' Amallah | Estadio O Couto, Ourense Widzów: 2 500 Sędzia: Francisco Hernández Maeso |

| 5 stycznia 2025 | Elche CF                                                    | 4:0   | UD Las Palmas |                                                                                   |
| 12:00 CET       | Mendoza 44' · Affengruber 56' · Salinas 61' · Fernández 71' | (1:0) |               | Estadio Manuel Martínez Valero, Elche Widzów: 18 302 Sędzia: José Munuera Montero |

| 5 stycznia 2025 | FC Cartagena | 1:2   | CD Leganés           |                                                                            |
| 15:30 CET       | Muñoz 17'    | (1:1) | 28' Munir · 51' Raba | Estadio Cartagonova, Kartagena Widzów: 4 485 Sędzia: Víctor García Verdura |

| 5 stycznia 2025 | SD Ponferradina | 0:2   | Real Sociedad              |                                                                        |
| 15:30 CET       |                 | (0:0) | 54' Oyarzabal · 69' Méndez | Estadio El Toralín, Ponferrada Widzów: 8 064 Sędzia: Jesús Gil Manzano |

| 5 stycznia 2025 | Racing Santander                 | 2:3   | Celta Vigo                           |                                                                                          |
| 15:30 CET       | Martín 8' · Rodríguez 70' (sam.) | (1:1) | 20', 90+2' Alfon · 86' (sam.) Castro | Campos de Sport de El Sardinero, Santander Widzów: 20 312 Sędzia: Pablo González Fuertes |

| 6 stycznia 2025 | CD Minera | 0:5   | Real Madryt                                               |                                                                             |
| 19:00 CET       |           | (0:3) | 5' Valverde · 13' Camavinga · 28', 88' Güler · 55' Modrić | Estadio Cartagonova, Kartagena Widzów: 13 392 Sędzia: Javier Alberola Rojas |

| 7 stycznia 2025 | CD Eldense | 0:2   | Valencia CF          |                                                                                            |
| 21:00 CET       |            | (0:2) | 9' Canós · 39' López | Estadio Municipal Nuevo Pepico Amat, Elda Widzów: 5 032 Sędzia: Guillermo Cuadra Fernández |

## 1/8 finału
W pierwszej kolejności drużyny La Liga zostały dolosowane do zespołów z niższych lig. Pozostałe ekipy La Liga zostały rozlosowane między sobą. Losowanie odbyło się 8 stycznia 2025. Spotkania odbyły się pomiędzy 14 a 16 stycznia 2025 (rozegrano po jednym meczu w parze).
| Drużyna 1        | Wynik          | Drużyna 2       |
| ---------------- | -------------- | --------------- |
| 14 stycznia 2024 |                |                 |
| Ourense CF       | 0:2            | Valencia CF     |
| 15 stycznia 2024 |                |                 |
| UD Almería       | 2:3            | CD Leganés      |
| Pontevedra CF    | 0:1            | Getafe CF       |
| FC Barcelona     | 5:1            | Real Betis      |
| Elche CF         | 0:4            | Atlético Madryt |
| 16 stycznia 2024 |                |                 |
| Real Sociedad    | 3:1            | Rayo Vallecano  |
| Athletic Bilbao  | 2:3            | CA Osasuna      |
| Real Madryt      | 5:2 (po dogr.) | Celta Vigo      |

### Mecze
| 14 stycznia 2025 | Ourense CF | 0:2   | Valencia CF                    |                                                                   |
| 21:00 CET        |            | (0:0) | 50' (sam.) Carmona · 78' Sadiq | Estadio O Couto, Ourense Widzów: 5 999 Sędzia: Miguel Ortiz Arias |

| 15 stycznia 2025 | UD Almería              | 2:3   | CD Leganés                                        |                                                                                  |
| 19:30 CET        | Suárez 38' · Lázaro 52' | (1:1) | 33' Altimira · 76' (k.) De la Fuente · 86' García | Power Horse Stadium, Almería Widzów: 12 843 Sędzia: Ricardo de Burgos Bengoetxea |

| 15 stycznia 2025 | Pontevedra CF | 0:1   | Getafe CF    |                                                                                             |
| 19:30 CET        |               | (0:1) | 2' Rodríguez | Estadio Municipal de Pasarón, Pontevedra Widzów: 10 497 Sędzia: Alejandro Quintero González |

| 15 stycznia 2025 | FC Barcelona                                                 | 5:1   | Real Betis     |                                                                                       |
| 21:00 CET        | Gavi 3' · Koundé 27' · Raphinha 58' · Torres 67' · Yamal 75' | (2:0) | 84' (k.) Roque | Estadi Olímpic Lluís Companys, Barcelona Widzów: 46 019 Sędzia: José Sánchez Martínez |

| 15 stycznia 2025 | Elche CF | 0:4   | Atlético Madryt                                   |                                                                                         |
| 21:30 CET        |          | (0:2) | 8', 29' (k.) Sørloth · 61' Riquelme · 75' Álvarez | Estadio Manuel Martínez Valero, Elche Widzów: 26 405 Sędzia: Guillermo Cuadra Fernández |

| 16 stycznia 2025 | Real Sociedad                                | 3:1   | Rayo Vallecano   |                                                                                |
| 19:30 CET        | Oyarzabal 23' · Olasagasti 45+1' · Gómez 79' | (2:1) | 45+7' (k.) Trejo | Estadio Anoeta, San Sebastián Widzów: 27 816 Sędzia: Francisco Hernández Maeso |

| 16 stycznia 2025 | Athletic Bilbao                   | 2:3   | CA Osasuna                       |                                                                |
| 19:30 CET        | N. Williams 45+3' · De Marcos 55' | (1:2) | 40' Oroz · 44' (k.), 70' Budimir | San Mamés, Bilbao Widzów: 48 230 Sędzia: Mateo Busquets Ferrer |

| 16 stycznia 2025 | Real Madryt                                                    | 5:2 (pd.)       | Celta Vigo                    |                                                                               |
| 21:30 CET        | Mbappé 37' · Vinícius 48' · Endrick 108', 119' · Valverde 112' | (1:0, 2:2, 2:2) | 83' Bamba · 90+1' (k.) Alonso | Estadio Santiago Bernabéu, Madryt Widzów: 64 764 Sędzia: José Munuera Montero |

## Ćwierćfinały
Losowanie odbyło się 20 stycznia 2025. Spotkania odbyły się w dniach 4-6 lutego 2025 (rozegrano po jednym meczu w parze).
| Drużyna 1       | Wynik | Drużyna 2    |
| --------------- | ----- | ------------ |
| 4 lutego 2025   |       |              |
| Atlético Madryt | 5:0   | Getafe CF    |
| 5 lutego 2025   |       |              |
| CD Leganés      | 2:3   | Real Madryt  |
| 6 lutego 2025   |       |              |
| Real Sociedad   | 2:0   | CA Osasuna   |
| Valencia CF     | 0:5   | FC Barcelona |

### Mecze
| 4 lutego 2025 | Atlético Madryt                                       | 5:0   | Getafe CF |                                                                                 |
| 21:30 CET     | Simeone 8', 17' · Lino 42' · Correa 78' · Sørloth 86' | (3:0) |           | Estadio Metropolitano, Madryt Widzów: 60 000 Sędzia: Guillermo Cuadra Fernández |

| 5 lutego 2025 | CD Leganés         | 2:3   | Real Madryt                                |                                                                                     |
| 21:00 CET     | Cruz 39' (k.), 59' | (1:2) | 18' Modrić · 25' Endrick · 90+3' G. García | Estadio Municipal de Butarque, Leganés Widzów: 11 709 Sędzia: Javier Alberola Rojas |

| 6 lutego 2025 | Real Sociedad                | 2:0   | CA Osasuna |                                                                         |
| 19:30 CET     | Barrenetxea 21' · Méndez 31' | (2:0) |            | Estadio Anoeta, San Sebastián Widzów: 34 658 Sędzia: Mario Melero López |

| 6 lutego 2025 | Valencia CF | 0:5   | FC Barcelona                                |                                                                      |
| 21:30 CET     |             | (0:4) | 3', 17', 30' Torres · 23' López · 59' Yamal | Estadio Mestalla, Walencja Widzów: 46 806 Sędzia: Miguel Ortiz Arias |

## Półfinały
Przeprowadzone w formule dwumeczów. Losowanie odbyło się 12 lutego 2025. Pierwsze spotkania będą rozegrane w dniach 25-26 lutego, natomiast rewanże w dniach 1-2 kwietnia 2025.
| Drużyna 1                            | Wynik dwumeczu | Drużyna 2       | Pierwszy mecz | Drugi mecz  |
| ------------------------------------ | -------------- | --------------- | ------------- | ----------- |
| FC Barcelona                         | 5:4            | Atlético Madryt | 4:4           | 1:0         |
| Real Sociedad                        | 4:5            | Real Madryt     | 0:1           | 4:4 (dogr.) |
| Po lewej gospodarz pierwszego meczu. |                |                 |               |             |

### Pierwsze mecze
| 25 lutego 2025 | FC Barcelona                                             | 4:4   | Atlético Madryt                                          |                                                                                               |
| 21:30 CET      | Pedri 19' · Cubarsí 21' · Martínez 41' · Lewandowski 74' | (3:2) | 1' Álvarez · 6' Griezmann · 84' Llorente · 90+3' Sørloth | Estadi Olímpic Lluís Companys, Barcelona Widzów: 40 915 Sędzia: Alejandro Hernández Hernández |

| 26 lutego 2025 | Real Sociedad | 0:1   | Real Madryt |                                                                            |
| 21:30 CET      |               | (0:1) | 19' Endrick | Estadio Anoeta, San Sebastián Widzów: 37 373 Sędzia: José Sánchez Martínez |

### Rewanże
| 1 kwietnia 2025 | Real Madryt                                                  | 4:4 (pd.)       | Real Sociedad                                             |                                                                                |
| 21:30 CEST      | Endrick 30' · Bellingham 82' · Tchouaméni 86' · Rüdiger 115' | (1:1, 3:4, 3:4) | 16' Barrenetxea · 72' (sam.) Alaba · 80', 90+3' Oyarzabal | Estadio Santiago Bernabéu, Madryt Widzów: 77 450 Sędzia: Javier Alberola Rojas |

| 2 kwietnia 2025 | Atlético Madryt | 0:1   | FC Barcelona |                                                                                |
| 21:30 CEST      |                 | (0:1) | 27' Torres   | Estadio Metropolitano, Madryt Widzów: 69 014 Sędzia: José Luis Munuera Montero |

## Finał
| 26 kwietnia 202522:00 CEST | FC Barcelona                         | 3:2 (pd.)(1:0, 2:2, 2:2) | Real Madryt                 | Estadio La Cartuja, Sewilla Widzów: 57 619 Sędzia: Ricardo de Burgos Bengoetxea |
| 26 kwietnia 202522:00 CEST | Pedri 28' · Torres 84' · Koundé 116' | 3:2 (pd.)(1:0, 2:2, 2:2) | 70' Mbappé · 77' Tchouaméni | Estadio La Cartuja, Sewilla Widzów: 57 619 Sędzia: Ricardo de Burgos Bengoetxea |

| FC Barcelona | Real Madryt |

|             | 25 | Wojciech Szczęsny     |        |      |
|             | 23 | Jules Koundé          |        |      |
|             | 2  | Pau Cubarsí           |        |      |
|             | 5  | Iñigo Martínez        |        |      |
|             | 35 | Gerard Martín         | 37'    | 85'  |
|             | 21 | Frenkie de Jong (c)   | 68'    | 85'  |
|             | 8  | Pedri                 |        | 98'  |
|             | 19 | Lamine Yamal          |        |      |
|             | 20 | Dani Olmo             |        | 65'  |
|             | 11 | Raphinha              | 90+10' |      |
|             | 7  | Ferran Torres         |        | 115' |
| Zmiany:     |    |                       |        |      |
|             | 1  | Marc-André ter Stegen |        |      |
|             | 13 | Iñaki Peña            |        |      |
|             | 4  | Ronald Araújo         |        | 85'  |
|             | 15 | Andreas Christensen   |        |      |
|             | 24 | Eric García           |        | 98'  |
|             | 32 | Héctor Fort           |        |      |
|             | 6  | Gavi                  |        | 85'  |
|             | 14 | Pablo Torre           |        |      |
|             | 16 | Fermín López          | 90+4'  | 65'  |
|             | 10 | Ansu Fati             |        |      |
|             | 18 | Pau Víctor            |        | 115' |
| Trener:     |    |                       |        |      |
| Hansi Flick |    |                       |        |      |

|                 | 1  | Thibaut Courtois    |        |        |
|                 | 17 | Lucas Vázquez (c)   | 120+3' | 55'    |
|                 | 35 | Raúl Asencio        |        |        |
|                 | 22 | Antonio Rüdiger     | 120+3' | 111'   |
|                 | 23 | Ferland Mendy       |        | 11'    |
|                 | 8  | Federico Valverde   |        |        |
|                 | 14 | Aurélien Tchouaméni | 31'    |        |
|                 | 11 | Rodrygo             |        | 46'    |
|                 | 5  | Jude Bellingham     | 107'   | 120+4' |
|                 | 19 | Dani Ceballos       |        | 55'    |
|                 | 7  | Vinícius Júnior     |        | 89'    |
| Zmiany:         |    |                     |        |        |
|                 | 13 | Andrij Łunin        |        |        |
|                 | 26 | Fran González       |        |        |
|                 | 4  | David Alaba         |        |        |
|                 | 18 | Jesús Vallejo       |        |        |
|                 | 20 | Fran García         |        | 11'    |
|                 | 10 | Luka Modrić         | 90+1'  | 55'    |
|                 | 15 | Arda Güler          |        | 55'    |
|                 | 9  | Kylian Mbappé       |        | 46'    |
|                 | 16 | Endrick             |        | 111'   |
|                 | 21 | Brahim Díaz         |        | 89'    |
| Trener:         |    |                     |        |        |
| Carlo Ancelotti |    |                     |        |        |

| Puchar Króla 2024–25 Zwycięzcy |
| ------------------------------ |
| FC Barcelona 32. Tytuł         |

## Najlepsi strzelcy
| Bramki | Zawodnik          | Drużyna         |
| ------ | ----------------- | --------------- |
| 6      | Ferran Torres     | FC Barcelona    |
| 5      | Julián Álvarez    | Atlético Madryt |
| 5      | Endrick           | Real Madryt     |
| 4      | Ander Barrenetxea | Real Sociedad   |
| 4      | Sito Barrera      | UD Barbastro    |
| 4      | Brais Méndez      | Real Sociedad   |
| 4      | Jaime Mata        | UD Las Palmas   |
| 4      | Mikel Oyarzabal   | Real Sociedad   |
| 4      | Alexander Sørloth | Atlético Madryt |
| 4      | Luis Suárez       | UD Almería      |

Źródło: